# Ройг, Педро
Педро Ройг Хуньент (исп. Pedro Roig Junyent, кат. Pere Roig i Junyent, 22 декабря 1938, Тарраса, Испания — 22 ноября 2018, там же) — испанский хоккеист (хоккей на траве), нападающий. Бронзовый призёр летних Олимпийских игр 1960 года.

## Биография
Педро Ройг родился 22 декабря 1938 года в испанском городе Тарраса.
На протяжении всей карьеры играл в хоккей на траве за «Депортиво» из Таррасы По два раза выигрывал чемпионат Каталонии (1956, 1959) и Кубок Короля (1966—1967).
В 1960 году вошёл в состав сборной Испании по хоккею на траве на Олимпийских играх в Риме и завоевал бронзовую медаль. Играл на позиции нападающего, провёл 1 матч, мячей не забивал.
Умер 22 ноября 2018 года в Таррасе. Похоронен в Таррасе.

## Семья
Отец Франсиско де Ройг (1900—1953) также играл за сборную Испании по хоккею на траве, в 1928 году участвовал в летних Олимпийских играх в Амстердаме.